# Вал Тарквінія
Вал Тарквінія (Agger Tarquinii чи просто Agger; від італ. agger — «Вал») — укріплений вал, частина Сервієвого муру між Есквілінськими воротами та Коллінськими воротами в Римі. Посередині вала Тарквінія знаходились Вімінальскі ворота. Метою валу був захист рівнинної частини Рима. Луцій Тарквіній Гордий (правив Римом 534—509 р. до н. е.) підняв цю частину муру і досипав вал — звідси і походить назва.
Довжина валу становила 1300 метрів. Перед валом був глибокий рів, а на ньому був мур заввишки 10 метрів, до якого з внутрішньої сторони досипано земляний вал.
Ця частина Сервієвого муру археологічно датується 4 ст. до н. е. Залишки вала Тарквінія тепер можна побачити біля Терміні — будівлі центрального залізничного вокзалу в Римі на площах П'яцца-дей-Чинкуеченто та П'яцца-Манфредо-Фанті.